# Fisherostylus bruneri
Fisherostylus bruneri är en skalbaggsart som först beskrevs av Fisher 1926.  Fisherostylus bruneri ingår i släktet Fisherostylus och familjen långhorningar.
Artens utbredningsområde är:
- Bahamas.
- Kuba.

Inga underarter finns listade i Catalogue of Life.